# Ідрійський Лог
Ідрійскі Лог (словен. Idrijski Log) — розсіяне поселення на правому березі верхньої течії р. Ідрійца на пагорбах на південь від Ідрії, Регіон Горишка, Словенія. Висота над рівнем моря: 650 м.